# Charaxes obudoensis
Charaxes obudoensis is een vlinder uit de familie van de Nymphalidae. De wetenschappelijke naam van de soort is voor het eerst geldig gepubliceerd in 1969 door van Someren.